# Tongsin
Tongsin (hangul: 동신군, Tongsin-kun, handzsa: 東新郡, RR: Tongsin-kun, ’[Hicshontól] keletre létrehozott új megye’) megye Észak-Koreában, Csagang (Chagang) tartományban.
1952-ben vált le Hicshon (Hŭich'ŏn-)ról.

## Földrajza
Északkeletről Rjongnim (Ryongrim) megye, északról Csoncshon (Chŏnch'ŏn), északnyugatról Szongvon (Songwŏn), nyugatról Hicshon (Hŭich'ŏn) város, délről Dél-Phjongan (P'yŏngan) tartomány Njongvon (Nyŏngwŏn) megyéje, keletről Tehung (Taehŭng) megyéje határolja.
Legmagasabb pontja a 2019 méter magas Ungoszuszan (웅어수산; 雄魚水山, Ungŏsusan).

## Közigazgatása
1 községből (up (ŭp)) és 14 faluból (ri (ri)) áll:
| - Tongsin-up (동신읍; 東新邑, Tongsin-ŭp) - Kjonghung-ri (경흥리; 京興里, Kyŏnghŭng-ri) - Kumszok-ri (금석리; 金石里, Kŭmsŏk-ri) - Tongcshang-ri (동창리; 東倉里, Tongch'ang-ri) - Tonghung-ri (동흥리; 東興里, Tonghŭng-ri) - Rjongphjong-ri (룡평리; 龍坪里, Ryongp'yŏng-ri) - Munhva-ri (문화리; 文化里, Munhwa-ri) - Pekszan-ri (백산리; 白山里, Paeksan-ri) | - Szeng-ri (생리; 生里, Saeng-ri) - Szojang-ri (서양리; 西陽里, Sŏyang-ri) - Szokpho-ri (석포리; 石浦里, Sŏkp'o-ri) - Szudzson-ri (수전리; 水田里, Sujŏn-ri) - Jakszu-ri (약수리; 藥水里, Yaksu-ri) - Oncshon-ri (온천리; 溫泉里, Onch'ŏn-ri) - Vonhung-ri (원흥리; 元興里, Wonhŭng-ri) |

## Gazdaság
Tongsin (Tongsin) megye gazdasága erdőgazdálkodásra, vegyiparra, ruhaiparra és élelmiszeriparra épül.

## Oktatás
Tongsin (Tongsin) megye egy mezőgazdasági főiskolának, 15 középiskolának és 16 általános iskolának ad otthont. Emellett saját könyvtárral is rendelkezik.

## Egészségügy
A megye kb. 18 egészségügyi intézménnyel rendelkezik, köztük saját kórházzal.

## Közlekedés
A megyén halad át a Manpho vonal, területén található a Tongsin állomás. Közutakon Phenjan (P'yŏngyang) és Kanggje (Kanggye) felől közelíthető meg.